# Plumularia insignis
Plumularia insignis is een hydroïdpoliep uit de familie Plumulariidae. De poliep komt uit het geslacht Plumularia. Plumularia insignis werd in 1883 voor het eerst wetenschappelijk beschreven door Allman. 